# Strukturkrise
Als Strukturkrise wird eine wirtschaftliche Situation bezeichnet, in der nahezu alle Unternehmen eines einzelnen Marktes, einer Branche oder eines ganzen Wirtschaftssektors langfristig unter
Produktions- bzw. Angebotsüberkapazitäten leiden.

## Merkmale und Ursachen
Strukturkrisen können schwerpunktmäßig bestimmte Regionen oder Industrien betreffen, aber auch gesamtstaatliche oder sogar weltwirtschaftliche Ausmaße annehmen. Das Hauptmerkmal einer Strukturkrise ist der langfristige (strukturelle) Nachfragerückgang. Eine nachhaltige Differenz zwischen Nachfrage und Angebot kann mehrere Ursachen haben:
- Aufbau und Erhaltung bedarfsüberschreitender Produktionskapazitäten,
- Produktivitätssteigerungen durch technischen Fortschritt, z. B. durch Einführung neuer Technologien und fortschreitende Automatisierung
- verändertes Konsumverhalten der Verbraucher
- verändertes Investitionsverhalten der Wirtschaft oder des Staates
- überlegene Substitutionskonkurrenz, z. B. durch neuartige Produkte oder Billigimporte

Notwendige Strukturanpassungen größeren Umfangs erzeugen im Krisenfall positive Rückkopplungen, insbesondere auf dem Arbeitsmarkt. Es entsteht zusätzliche Arbeitslosigkeit, die die Krisensituation verschärft und sie ggf. auf andere Unternehmen, Branchen oder größere Wirtschaftsbereiche übergreifen lässt. Im Rahmen der sozialen Marktwirtschaft ist es daher eine der wichtigsten Aufgaben des Staates, die volkswirtschaftlichen Rahmenbedingungen mittels wirtschafts-, finanz- und sozialpolitischer, allgemein strukturpolitischer Maßnahmen so zu gestalten, dass solche Strukturanpassungen nicht zu Massenarbeitslosigkeit führen.
In wirtschaftsgeografischer Hinsicht gehen Strukturkrisen oft aus Monostrukturen hervor und führen zu wirtschaftlichen und sozialen Problemen ganzer Regionen, in denen die Wirtschaft ausschließlich oder überwiegend auf bestimmte Monokulturen oder einzelne Industriezweige ausgerichtet wurde. Beispiele sind die Kohlekrise und die Stahlkrise in den 1970er Jahren, die das Ruhrgebiet viele Arbeitsplätze kosteten, und es in eine bis heute anhaltende Strukturkrise führten. Dieses Phänomen tritt in vielen altindustrialisierten Räumen auf. Neben dem Ruhrgebiet ist das z. B. auch in Nordengland oder im Manufacturing Belt in den USA der Fall.
Regionaler und industrieller Strukturwandel in Verbindung mit unterstützenden sozialpolitischen Maßnahmen können Wege aus der Strukturkrise sein.